# Masbagik Selatan
Masbagik Selatan is een bestuurslaag in het regentschap Oost-Lombok van de provincie West-Nusa Tenggara, Indonesië. Masbagik Selatan telt 13.857 inwoners (volkstelling 2010).